# Свистун сундайський
Свистун сундайський (Pachycephala fulvotincta) — вид горобцеподібних птахів родини свистунових (Pachycephalidae). Ендемік Індонезії. Виділяють низку підвидів. Входить до видового комплексу золотистого свистуна.

## Опис
Порівняно зі спорідненими видами, сундайські свистуни мають невеликі розміри, самці цього виду мають біле горло і рудуваті груди, за винятком представників підвиду P. f. teysmanni, самці якого схожі на самиць.

## Підвиди
Виділяють п'ять підвидів:
- P. f. teysmanni Büttikofer, 1893 — острови Селаяр[en];
- P. f. everetti Hartert, E, 1896 — острови Танаджампея[en], Калаотоа і Маду;
- P. f. javana Hartert, E, 1928 — схід Яви і Балі;
- P. f. fulvotincta Wallace, 1864 — західні Малі Зондські острови;
- P. f. fulviventris Hartert, E, 1896 — острів Сумба.

## Поширення і екологія
Сундайські свистуни живуть в тропічних рівнинних лісах.